# 虹のかなた
『虹のかなた』（にじのかなた）は、毎日放送（MBS）製作、TBSテレビ系列で放送された昼ドラマ。『ドラマ30』枠で2004年8月2日から10月1日にかけて、毎週月曜日から金曜日の13:30 - 14:00に放送された。主演は榎本加奈子と尾崎千瑛。

## 概要
会社経営者の裕福な家庭で暮らす主人公の小川ちひろ（小学生）は、ミュージカル「オズの魔法使い」を観劇し、女優になることを志す。しかし、中野勇の謀略により会社を倒産させ、ちひろの両親を死に追い込んだことで、遺されたちひろは貧しい暮らしを強いられることになる。さまざまな困難と出会いを乗り越え、大人になったちひろは中野に復讐を企む…。
キャッチコピーは「お前だけは、許さない」。オープニングテーマのイントロ部分でちひろによるコピーのセリフが流れるのと同時にタイトルが表示されている。一部放送話では何らかの都合でセリフが流れないことが有った。
作品は「夢」と「家族」をメインテーマとしたヒューマン・ファンタジーとしており、「人が生きてゆく為に必要なものとは何か?」を各登場人物を通して視聴者に投げかけた。しかしながら、クライマックスに向けてサスペンスと昼ドラマ特有のドロドロさが強まっていった。
主演の榎本加奈子を始め元アイドルとして活躍した女性タレント・女優や、小木茂光をはじめ名バイプレーヤーが数多く出演しており、当時のドラマ30作品としては豪華な配役となっている。
MBSのドラマ30作品では初めて「公式ガイドブック」と称するムック本が宝島社より発売され、出演者や制作者のインタビューなどが掲載されている。2005年1月に3巻に分割したDVD-BOXと、全話収録のComplete BOXを発売している。
タイトルは1939年の映画『オズの魔法使』の主題歌「虹の彼方に」に因む。

## キャスト
- 小川 ちひろ（おがわ ちひろ） - 成人：榎本加奈子/少女期：尾崎千瑛（現・尾崎由香）

ミュージカル「オズの魔法使い」を見て女優を志す。
- 小川 久美子（おがわ くみこ） - 斉藤慶子

ちひろの母、小川直之の妻。旧姓遠藤。直之と結婚後、社長夫人として何不自由無い生活をしていたが、直之が中野の策略に嵌ってからは辛い生活を強いられるが、心優しい性格でちひろの夢を叶えようと奮闘する。
- 小川 直之（おがわ なおゆき） - 冨家規政（現・冨家ノリマサ）

「(株)オガワ」社長。ちひろの父。心優しい性格で、良き家庭人でもあるが、その性格が裏目に出て悲劇を招く。
- 中野 勇（なかの いさむ） - 小木茂光

小川家の運転手だったが、妬みから策略をめぐらせて直之を裏切り「(株)ナカノ」を設立し社長になる。
- 中野 健一（なかの けんいち） - 成人：松田悟志/子供：塩顕治

中野勇の息子。ちひろを妬みいじめるようになるが、父親の悪事を知り、次第にちひろへ惹かれてゆく。
- 遠藤 隆（えんどう たかし） - 甲本雅裕

うどん店「けむりや」店主。久美子の弟。恐妻家。久美子、ちひろ母子を気にかけているが美由紀に頭が上がらず、辛い思いをさせてしまう。
- 遠藤 美由紀（えんどう みゆき） - 岩崎良美

隆の妻。独身時代の大昔にミス日本ではない、ただの田舎のミスコン「ミス巨峰」に選ばれた事を未だに自慢している。気が強くてヒステリー気味のキツい性格で隆を尻に敷き、久美子を薄給でこき使い、幼いちひろにも辛くあたる典型的な「鬼嫁」。
- 遠藤 奈緒子（えんどう なおこ） - 成人：岡元夕紀子/子供：水黒遥日

遠藤夫妻の娘。ちひろとは従姉妹同士だが美由紀ゆずりの意地の悪い顔と意地の悪い性格と全てが似ており、ちひろをいじめる。成人後は佳和と交際する。
- 唐沢 佳和（からさわ よしかず） - 涼平（現・小田井涼平）

演出家志望の青年。後に奈緒子と交際する。
- 立野 繁造（たての しげぞう、しげ爺） - 藤村俊二

芸能界の裏面を知る某企業の会長職にある老人。
- 水沢 晶（みずさわ あきら） - 伊藤かずえ

川嶋プロダクションの敏腕マネージャー。のちに独立して水沢オフィス社長。
- 名越 達昭（なごし たつあき） - 小林すすむ

「(株)オガワ」元部長。後に「(株)ナカノ」専務。
- 吉川 光子（よしかわ みつこ） - 松金よね子

「(株)オガワ」の誠実な社員。
- 桜庭専務（さくらば） - 岡本信人

「(株)オガワ」元専務。
- 秋庭 寿則（あきば） - 赤塚真人

久美子の内職先の工場長。好色家で、美人な久美子に下心を持つ。
- 唐沢 ゆき子（からさわ ゆきこ） - あき竹城

佳和の母。拘置所の看護婦。
- 松村 栄子（まつむら えいこ） - 角替和枝

久美子の内職仲間。
- 長瀬 満喜夫（ながせ まきお） - 石丸謙二郎

慶成病院の医師。
- 鳥羽刑事（とば） - 丸岡奨詞
- 山元刑事（やまもと） - ノッチ（デンジャラス）
- 川嶋 五郎（かわしま ごろう） - 鶴田忍

川嶋プロダクション社長。
- 熊沢部長（くまざわ） - 大高洋夫

川嶋プロダクション部長。
- 油谷 平作（あぶらだに へいさく） - 中上雅巳

川嶋プロダクション社員。のちに水沢オフィス社員。
- 田代 茜（たしろ あかね） - 成人：浅井江理名/子供：小川真奈

クラブのママ。子供時代はビタースウィーツのメンバーでちひろの親友。　
- 広川 真紀（ひろかわ まき） - 成人：本多彩子/子供：北村美渚

ベビーシッターで1児の母。子供時代はビタースウィーツのメンバーでちひろの親友。
- 広川 まひろ（ひろかわ まひろ） - 工藤優

真紀の娘。
- 大原 静子（おおはら しずこ） - 稲田奈緒

往年の国民的女優。
- 大原 麻利子（おおはら まりこ） - 石川みなみ

静子の娘。
- 滝山 里江（たきやま さとえ） - 伊佐山ひろ子

柴田の元愛人。
- 柴田 守[注釈 2]（しばた） - 山本龍二
- 柴田 啓三（しばた けいぞう） - 品川徹

柴田の父。
ほか

## ストーリー
以下38話分まで記述。

### 第1部（少女時代の悲劇）

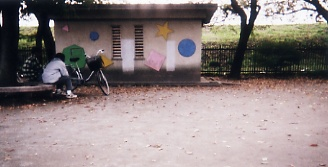
【第14話·小川ちひろが腕を洗っていた公園】
川嶋プロ主催のオーディション最終選考会場へ向かうちひろは、嫉妬した遠藤奈緒子に通学路の河原で突き飛ばされてしまう。ちひろは泥まみれになった服や手足を公園の水道で洗い、オーディション会場へ向かった。

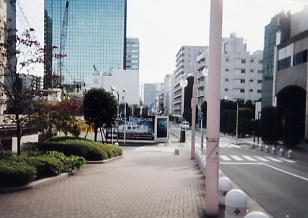
【第17話·唐沢佳和と再会した小川ちひろ】
ちひろは、川嶋プロの送迎バスの車窓から「劇団ポプラ」の公演チラシを配る「指きりのお兄さん（唐沢）」を発見。水沢晶にバスをローソン脇に止めさせる。現在、ローソンは解体撤去されている。

小川家の悲劇から、ちひろがビタースウィーツでデビューするまで
小学4年生の小川ちひろは、環境機器メーカー「株式会社オガワ」の社長令嬢であった。社長の小川直之は、元運転手の中野勇から逆恨みされて新製品の特許を奪われて倒産に追い込まれてしまう。直之は、手当たり次第取り引き先に電話をかけて説明をするが話を聴いてもらえず、生産工場の工場長に生産の中止を申し出ると剣幕で怒鳴られ、ついには会社の前で路上販売を決行するが、チンピラが現われて暴行されてお金まで持ち逃げされた。窮地に追い込まれた直之は、自身の生命保険で社員の生活や会社の負債を返済すると決心し、娘のちひろと妻の久美子を置いて自殺。
残された直之の妻・久美子と娘のちひろは、久美子の弟の遠藤隆をたより、そのうどん店で住み込みで働くことになるが、隆の妻の美由紀は、収入のない小川母子の弱みにつけこみうどん店の仕事をさせたほかに家事をさせ、忙しさのために病院の定期検診にもいけないくらいだった。それでも久美子はお芝居の好きでたまらないちひろのために中野の会社の内職をこっそりはじめるのだった。しかし、久美子は無理がたたりがんを再発し、さらに中野の会社の内情を知る秋庭工場長を殺害した容疑で罪をなすりつけられ、拘置所に収容される。
病気が日々悪化していくなかで久美子は、警察から毎日罪を認めれば刑が軽くなるという誘導尋問に対して、ちひろの劇団の月謝を中野に保証してもらいたいばかりに黙秘を続け、がんは悪化し、拘置所内の医務室で看護師であり佳和の母親である唐沢ゆき子(あき竹城)に看取られながら、「夢はだれにも盗めない。夢はちひろだけの宝ものなの」という最愛の娘へのメッセージともとれる遺言のような言葉を残して息をひきとってしまう。やがてちひろは、中野の陰謀により、中野の家(旧：小川邸)に引き取られることになる。
母親の死後、小川ちひろは母の突然の死と叔母に劇団を強引に退団させられてしまったことが原因で、激しい絶望感の中、いつも行く公園で落ちこんでいた。そんな時、老人が公園で暖かい励ましの声をかけてくれた。後にちひろの師匠となるしげ爺こと立野繁造である。
かすかな希望の光が見えてきたちひろは、親戚の奈緒子やその友達たちが泥水の地面に投げ捨てた芸能雑誌を見て目を輝かせる。そこには「川嶋プロのオーディション」の記事が書いてあり、ちひろはすぐに受けようと決心する。
しかし、保護者である中野に同意してもらえないことに焦りを感じ、夜中に印鑑をこっそり探して自分で押すと言う最後の手段をとる。しかし、中野の息子の健一に見つかる。
味方だと信じていた叔父の隆にも中野の吹聴が原因で理解してもらえず、鉄橋で再び激しい絶望を感じていたところ、以前近所の公園で出合った不思議な老人「しげ爺」に助けられ、オーディションに応募することができた。
ちひろは、しげ爺のレッスンとアドバイスを受けて才能を発揮し、書類選考、地方予選と次々通過していった。全国大会の選考会議では、歌は巧くないが不思議な才能を感じさせる小川ちひろを推す意見と、アイドルの王道ともいえるビジュアルと歌声の田代茜を推す意見が多かった。
水沢晶（伊藤かずえ）は、オーディションの申込書を渡した時から、ちひろを10年に一度以上の才能と見込んでいた。晶は、遠藤美由紀のちひろの過去についての「告発」にもかかわらず、選考会議でちひろを賞に選ぶことを強く主張し、ちひろは、審査員特別賞に選ばれることになった。
グランプリ受賞の田代茜（小川真奈）と最終選考合格者の広川真紀(北村美渚)とともに、「ビタースウィーツ」というグループを結成し、デビュー曲「Pure」は、大ヒットし、マスコミからは次々と取り上げれて国民的なアイドルとなる。
しかし、それを快く思わない中野は、怪文書や週刊誌のゴシップ記事で川嶋プロに脅しをかける。川嶋プロの社長(鶴田忍)は、涙の記者会見を企画してちひろに同情させて味方につけて切り抜けようとするが中野の攻撃はやまなかった。
ちひろは、大変な状況な中でも仲間の励ましにより前向きに生きようと思っていた。そんな時、以前久美子と一緒に工場で働いていた松村栄子(角替和枝)がその記者会見の放送を偶然見ていて内容が事実と違うと感じ、ちひろを探し出す。ちひろは以前住んでいたけむりやへ行き、久美子からの手紙を発見する。そこで久美子が自分の夢の為に犠牲になっていたことを知り、さらに中野に弱みを握られていたせいで病気が悪化していったことを悟り、だんだんと中野への不信感と今まで騙してきた怒りがこみあげてくる。そしてちひろは中野邸に行き、真実を中野に問いただす。
中野はちひろと久美子をバカにしたように話し、自ら無関係だと言い放つ態度を見たちひろは、「あんたなんて人殺しよ！！」と言い放ち、激しい怒りの中、ちひろは中野に復讐をすることを決心して姿を消したのであった。一方、川嶋プロは「ビタースウィーツ」に見切りをつけ、晶は責任をとって退職した。

### 第2部（復讐）
14年後.....潜伏して復讐の機会をねらうちひろと小さな劇団の主演女優のちひろ

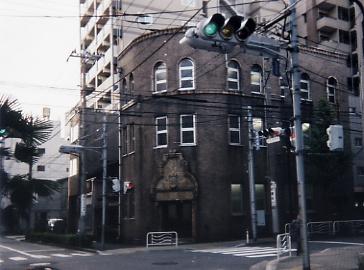
【佳和の主宰する劇団レインボウの稽古場】ストーリー上重要な場面に時々登場する建物。

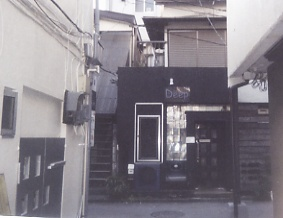
第22話：チケット代を持ち逃げした元劇団員のヒロツグを佳和が追いかけていた場所。

14年後、小川ちひろの最愛の母親の久美子が罪を着せられた秋庭殺害事件の時効まであと10か月に迫ったころ、大人になったちひろ(榎本加奈子)は、母の無実を証明するために、昼間はベビーシッター、企業調査事務所、夜は、ホステスになりすまし、中野の身辺を探っていた。中野の部下の名越専務(小林すすむ)がクラブ「Bitter Sweets」の常連客であること知ったちひろは、ホステスになりすまして気付かれないように盗聴器をしかけ、秋場殺害の実行犯が柴田という男であることを知る。そして、雑誌記者として中野の悪事を暴いた記事を書き本格的な復讐を開始した。
一方、14年前、ミュージカル「オズの魔法使い」の舞台裏で働いていた演劇青年の唐沢佳和(涼平/現・小田井涼平)は、自分が主宰する劇団の公演を控えているが資金繰りに苦しんでいた。
そんな中、なけなしのチケット代を劇団員に持ち逃げされる。佳和は、持逃げ犯の劇団員に突き飛ばされたちひろに偶然出会うことになり、『オズの魔法使いが好きな人がそんなに簡単に夢をあきらめられるのか？』とちひろに問い返されて初心を取り戻す。またちひろは、匿名で150人分のチケット45万円を購入して佳和の劇団公演の窮地を救うが、それが逆に佳和の恋人である遠藤奈緒子（岡元夕紀子）の嫉妬心をあおることになる。
チケット代の話を佳和から聞いた奈緒子は、ちひろの好意を自分が買ったかのようにと嘘をつき、得意そうに劇団レインボウの練習を見学しにいく。その際、主役の女優の恵(松本まりか)がフィナーレ部分で苦戦しているところを奈緒子にけなされてやる気がなくなり、劇団を辞めてしまう。
佳和は恵の代役を劇団員と共に探すがなかなか見つからず、公演の中止の危機に追い込まれる。そんな中、佳和はずっと心の片隅で気になっていたちひろに頼めないかと考えはじめていた。それを読みとった奈緒子は、佳和に気に入られる為に自分が主役をやることを申し出たが、その演技は稚拙であり、監督気取りで見下した態度に劇団員は激怒してしまう。
佳和は、ちひろを見つけだして主役を頼むが、いくら出すのか、他人の夢にはつきあっていられない、とすげなく断わられてしまう。だが、そのちひろの言葉には、佳和に迷惑をかけたくないという思いやりと、中野への復讐のことで頭がいっぱいだからだった。
その帰り道、ちひろは秋庭殺しの実行犯である柴田（山本龍二）の父親が入院している病院へ情報を探る為に知人を装って看病しにくるが、そこで偶然にも殺人犯の柴田と病院内ですれ違うことになる。
面識がない柴田はちひろのことを不信に思い、後をつけ、神社で背後からちひろに襲いかかる。たまたま通りかかった佳和は、ちひろを助け出すが、柴田に突き飛ばされ、神社の石段からころげおちて大怪我をしてしまう。そして彼は心因性言語障害に陥って声が出なくなってしまった。
柴田の父親の敬三(品川徹)はついに病死してしまうが、ちひろが最後まで看病を続けてきてくれたことに満足して亡くなっていった。その看病するちひろの姿と父親の最後の姿を見た柴田は、元ヤクザの義理と人情を取り戻したのか、ちひろに興味を寄せて自分の部屋へ招く。柴田は復讐の意図を問いかけるが、ちひろは、自分の父親と母親を罠にはめた中野に対しての強い怨みや憎しみ、小学生で母親と父親を亡くし、自分の夢までを"亡くさせられた"悔しさや憎さ、悲しみ、怒りの言葉を、涙を流しながら誰かに問い掛けるように話す彼女の姿を見て、復讐に協力することを約束したのだった。
その後、ちひろは、自分の復讐のために巻きこんで入院することになってしまった佳和のために劇団レインボウの公演の主役を引き受ける。ちひろは、芝居の世界に戻ることを期待しているしげ爺にチケットを送った。うどん店「けむりや」の主人・隆は、雑誌の記事の真偽を中野にたずねるが、これをひそかにうるさがった中野は、居留守を使った上、社員である隆の娘・奈緒子を突然解雇した。広報課長であった中野の息子・健一（松田悟志）は、部下で同窓生だった奈緒子を解雇されたことで父である中野に対して不信感を強めた。
そんなとき、真紀（本多彩子）の子供、まひろ（工藤優）が迷子になり、健一に保護されるという「事件」があった。まひろはちひろの子供だと思い込んでいる健一はちひろを中野家に呼び出し、まひろに謝るように言う。まひろは、すっかり健一になついてしまい、次の土曜日に3人で会うことになる。その後、「けむりや」が放火されるという事件が起こる。ちひろは、茜（浅井江理名）が雇われママをしているクラブ「Bitter Sweets」で「チカ」という名のホステスとして働いていたが、客としてやってきた中野の会社の専務である名越がやけどで手に包帯を巻いているのを見て、「けむりや」の放火が中野の指示だと確信する。
劇団レインボウは、無事に公演当日を迎え、会場には、ちひろを「小沢史子」と考えている真紀と健一、ホステスのチカと考えている茜、そして、「しげ爺」が来ていた。未知の原石に会えるかもしれないと考え、たまたま会場に来ていた晶は、「しげ爺」の姿を見て、驚きを覚えていた。
劇団レインボウの「オズの魔法使い」を現代風にアレンジした劇「オズを夢見て」の公演は成功に終り、劇団員たちは口々に喜びを言い表した。
ちひろの演技を見た晶は、ちひろの事務所を訪れ、芸能界へ戻るよう勧めるが、ちひろは、きっぱりと断った。しかし晶は、決してあきらめない意志を言い残してその場を辞した。
ちひろは、復讐の機会を狙う生活に戻る。
放火されたあと、何度か中野の会社を訪れた隆は、そのたびに居留守を使われていたが、ある日名越の火傷を見て、中野への疑いを強めた。うるさがった中野は、渋る名越に隆のことを何とかするよう指示する。火災後の片づけをしている隆が一人になったところを狙って暴漢たちに隆を襲わせるのだった。
クラブ「Bitter Sweets」に来た名越は、悪事に加担させられているのに嫌気がさしていた。チカことちひろは、密かに新商品の横流しを教唆する。
ちひろは、また叔父の隆が暴漢に襲われて大怪我をしたことにショックを受け、耐え切れなくなって行方をくらました。ちひろのいたマンションの一室に真紀の入れた留守電が、明るく、しかし空しく響いた…。

### 第3部（ちひろ再デビュー）
行方をくらまして1か月、ちひろが現れたのは、なんとブラウン管の中だった。自分を疑う健一のニューヨーク行きを取り消したばかりの中野は驚愕する。「ビタースウィーツのちひろ復活」の番組を見て、レインボウの劇団員、茜をはじめとするクラブ「Bitter Sweets」のホステスと客たち、真紀をはじめとするベビーシッター仲間も驚く。
晶は、ちひろのために、久々にビタースウィーツの感動の再会を企て実行した。真紀と茜は、再会できたことと、ちひろが芸能界に戻れたことについて口々に喜びを言いあらわすが、芸能界に戻れたのにあまりうれしそうでないちひろに二人は、首をかしげるのだった。晶も真紀や茜同様、ちひろの様子を不審に思い、しげ爺のところへ訪れる。
晶は、ちひろが心を開かず、ただ義務的に仕事をしていることについて、どうしたらいいのか、しげ爺に相談を持ちかける。しげ爺は、自分の憶測に過ぎないが、母親の久美子が関係した殺人事件の時効と関係があるのでは、と晶に話す。
そんな折、ワイドショーに出演したちひろは、母親である久美子が、無実の罪を着せられて殺されたこと、そのことについては必ず償わせることを中野が見ている事を半ば意識して発言をするのだった。
ちひろのワイドショーを見ていた中野のところへ、柴田から電話がかかってくる。口止め料を要求する電話だった。佳和は、母・久美子のメッセージを伝えようと水沢オフィスを訪ねるが、そこで晶からちひろが不在であること、連絡は事務所宛にするよう自分の名刺を彼に手渡した。佳和は、健一なら何とかなるかもしれないと晶の名刺を健一にわたすのだった。
ちひろは、再びマスコミ取材で、具体的に名前は出さなかったが、中野がオガワの新商品を奪い取って、父を自殺に追いやり、その事情を知る人物（秋場）を殺させて、その罪を母になすりつけたこと、中野の名前は、以前小沢史子の名で取材した記事を読めば分かること、中野がこの情報が広がらないように莫大な広告料で出版社を買収したと証言し、ますます騒ぎは大きくなった。
中野の会社では、自社のことだと気づいた社員たちで大騒ぎになった。健一は、鳴りやまない抗議や疑義の電話に対し、名誉毀損で訴える準備があると答え、社員たちにもそのように応対させた。
一方、名越は、ついに退職願を出す。健一は、ちひろをバーNemesisに呼び出し、佳和が大事な話があるようなので会うようにということ、中野の社員をちひろから守ることを話す。晶は、しげ爺のところへ行き、ちひろに復讐をやめさせるよう相談する。晶は、大原静子のような大女優になってほしかったちひろが、このままでは大原静子本人のように悲惨なことになってしまうと詰め寄り、しげ爺は、悲しみと無力感に思わず頭に手を当ててしまった。晶が謝ると、構わないと答え、何か静かに決心したように、後悔は心に毒だ、と一言呟いた。
一方、人目がなくなる時を狙って始末するようにと、中野から命令されていた「刺客」がちひろを橋の上で一人でいるところを背後から襲いかかって、頸をしめる。それを見つけたのは、佳和だった。彼は思わず叫んで、「刺客」を突き飛ばした。それは、佳和の言語障害が治った瞬間でもあったが、それを見た奈緒子の気持ちは複雑だった。
佳和は、レインボウの楽屋で、母親が拘置所の看護婦だったこと、母親が拘置所で亡くなった久美子のメッセージをちひろに伝えたいと願っていたこと、久美子が苦しい息の下から懸命にちひろに伝えようとしたメッセージ「夢は誰にも盗めない、ちひろの夢は、ちひろだけの宝物なの、ブリキマンの胸にハートの鈴をつけるのよ。」を伝える。
ナカノでは、予定していた新商品を名越の転職したライバル会社・グローバルエコーに出された経済紙の記事で、大騒ぎになった。そんな時、健一は、奈緒子にNemesisに呼び出される。佳和とちひろが関係した、ちひろをボロボロにしてくれ、と吹き込まれるが平常心を装う健一。しかし、ちひろを訪ねて、新商品の設計図の横流しをしたのかと問うと、法的処置を採ったら、と切り返され、思わず彼女を押し倒してしまう。あいつ（佳和）ならいいのかと叫ぶ健一に、あなたがしたかったのはこういうことなのかとちひろが問いかけ、健一は我に返る。ちひろは、あなたのお父さんがやってきたことをそのまま返しているだけ、冷静に考えれば真実が判ると言い、健一は力をなくしたようにちひろの部屋を出て行った。
中野は、柴田から再び脅しの電話を受ける。毒づいて対策を練ろうとする中野であるが心の動揺は隠せなかった。そこへ健一が帰宅して、父親が部屋いっぱいに紙を散乱させて何かを探しているのを見て、小川一家に何をしたのかと問い詰め、中野のやってきたことを一つ一つ取り上げて詰問する。中野は、全ては健一に貧乏の苦しみを味わわせたくなかったからやってきたことだと反論するが、健一は、半泣きで体を震わせながら、返事をするしかなかった。
「けむりや」では、隆が店を再開するために、準備をしようとするが熱湯をひっくり返してしまう。佳和は、店を手伝うと言い、仲間たちには二言目には夢を追いかけると言ってきたが、夢で遊んできただけのような気がしてならない、もう一度考え直したいと劇団を解散したいと伝える。すると仲間たちからは、佳和とちひろのおかげで公演ができたと感謝される。さらにちひろとの関係を問われて、14年前から忘れることができないくらいの大切な仲間だと佳和が答えたのを早合点し、結婚してしまえと仲間たちから声が上がる。皮肉にもそれをドアの外で聞いてしまった奈緒子は、ショックで自暴自棄になり、ふらふらと道路に飛び出し、交通事故を起こしてしまう。
幸いにも奈緒子の怪我は軽傷で済んだが頭を多少打っていた。そのためか、言葉やしぐさが幼児に退行していた。ショックを受ける隆と佳和。
ちひろは、ワイドショーで、ナカノの専務が「けむりや」放火事件の後に手に火傷を負っているのを見たと証言し、また大騒ぎになる。晶は、そんなちひろに復讐をやめさせるための説得をしようとした時、14年前に久美子を取り調べた鳥羽刑事(丸岡奨詞)が「水沢オフィス」にやってくる。鳥羽刑事は、14年前から、久美子の黙秘がどうしても気になって仕方がなかったのだ。警察は悠長だ、とちひろに言われ、確信があるようだが、証拠があるのか、真犯人を知っているのか、と尋ねる。ちひろは、真犯人は中野だと答える。あなたは母親そっくりだ、証拠をもっていながら隠し通すなら、母親同様間違った道を歩むことになる、と言い残して鳥羽刑事は帰っていった。晶は、人生かけて復讐してほしいなんて親がいるか、とちひろを説得しようとするが、ちひろは、言われた仕事はきちんとします、どうせお芝居なんてつくりごと、私にとって復讐の手段で、水沢さんの商売の道具で、私は水沢さんの商品と口走ってしまう。晶は、悲しみのあまりちひろを強烈にビンタしてしまう。
佳和は、子返りをおこしている奈緒子をつれて「けむりや」へ帰るが、奈緒子の相手をしている最中にマスコミ取材が押し寄せ、佳和に質問の嵐を浴びせる。記者の一人が、ちひろがワイドショーでまた証言すると叫び、その声を聞いた記者たちは、潮が引くように去っていた。隆は、家出中の美由紀のところへ行くが、そこで、ちひろが母親の手紙を公開しているのをテレビで見てしまう。これをほうっておくわけにはいかないと、思わず繰り返し自分に言い聞かせてしまい、一度は帰る気になった美由紀は、嫉妬のあまり、私たちのことなんでどうでもいいんだ、帰らない、とごねだしてしまう。隆はちひろの事務所を訪ね、姉の手紙を晒しものにするのをやめてくれ、復讐は自分がするからほかの道を考えてくれと言うが、ちひろに復讐は自分がするから今の家庭を大切にするようにと断られてしまう。力を落とした隆は、「けむりや」へ帰ると佳和にちひろを説得してくれと懇願する。佳和は「水沢オフィス」にちひろを訪ね、芝居を人を傷つけるために使っている、そんなのは女優ではない、人として芝居を愛する者として君を軽蔑する、と言い放つ。ちひろが自宅に戻ると、今度は、健一が訪ねてきた。父の社長解任の動議を考えている、会社が落ちついたら自分も会社を辞める、だから社員を助けてくれとちひろに懇願するが、ちひろは聞き入れない。健一は、ちひろの父とは違う方法で会社を守る、子どもの頃、ちひろが夢を持って明るく生きていることが羨ましく、自分と父にとってはしっぺ返しになっていたと言い残して出ていった。真紀にも、自分が同じ立場だったら必ず復讐すると考えるが、自分の娘には復讐してほしくない、水沢さんは同じことを言いたいんだ、水沢さんは、私たちのことを一度だって商品だなんて思ったことはない、と言われ、ちひろは、晶を訪ねて謝る。晶は、大原静子が自分の娘の敵をとろうとして無実だったお手伝いの女性を自殺に追い込んでしまい、自分自身が心を病んで全てを失ってしまった悲劇を語り、何の関係もない人たちが心の中に憎しみを植え付けられる、復讐はやめてくれと説得しようとするが、ちひろは身体を震わせ、中野への憎しみを募らせるのだった。
健一は、ちひろに復讐をやめてもらうために、児童演劇についての企画書を作り、佳和を呼び出して演出をしてほしいと頼む。しかし佳和は、ちひろに対する想いを悟り、自分で説得してくれと断る。健一は、ちひろのことが好きなくせに、好きでもない遠藤奈緒子の面倒なんか見るな、佳和は、仇の息子だからと好きな女にぶつかっていけないで自分の陰にかくれるなと言い合って乱闘になる。やがて二人は、ちひろのために何とかしなければならないと和解する。

## スタッフ
- プロデューサー：登坂琢磨（MBS）、黒沢淳（テレパック）
- 企画・脚本：登坂恵里香
- 脚本：楠本ひろみ
- 番組宣伝：石田敦子（MBS）、柴田三穂子（MBS）
- プロデューサー補：川上裕（MBS）、秦祐子
- 演出：竹園元（MBS）、池澤辰也、大久保智己、村上牧人（テレパック）
- 音楽：渡辺俊幸
- 協力：劇団ポプラ、フォーチュン、フジアール、砧スタジオ、ジャパン ヴィステック
- 車輌：ランナーズ
- 制作協力：テレパック
- 製作・著作：毎日放送

## 主題歌、劇中歌
- 「赤い糸」作詞：Sumika,作曲：Yuka（Les.R）
- 「Over the Rainbow」作詞：H.Arien,訳詞：たかのゆみこ
- 「Pure」作詞：mavie,作曲及び編曲：渡辺徹　この曲は、ドラマ30「がきんちょ〜リターン・キッズ〜」でも使用したことがある。

## ロケ地情報
- 川嶋プロダクションのビルとちひろが申し込み用紙をもって走り去った通り（第11話）→品川クリスタルスクエアのビルとその前の通り（港区港南1丁目6番41号付近）
- しげ爺が大原静子を探すために、泊まっていたホテル（第12話、第13話）第一ホテル東京シーフォート
- 奈緒子につきとばされたちひろが腕を洗った公園（第14話）→西河原公園（狛江市元和泉2丁目付近。本文中に写真あり）
- 八王子市南大沢文化会館（第1話、第13話、第14話、第15話）
- 江東区佐賀町1-8佐賀町村林ビル（劇団レインボウの稽古場がある建物）
- 北とぴあ
- みなとみらい21熱供給（横浜市中区桜木町、大人時代の「(株)ナカノ」の本社がある建物）

## その他
- 最終回放送後、番組HPのBBSに松田悟志による書き込みが行われた(10月4日13:47)。